# ATC kod G03
ATC kod G03 Seks hormoni i modulatori genitalnog sistema su terapeutska podgrupa sistema za anatomsko terapeutsko hemijsku klasifikaciju. Ovaj sistem alfanumeričkih kodova je razvio  za klasifikaciju lekova i drugih medicinskih proizvoda.  Podgrupa G03 je deo anatomske grupe G Genitourinarni sistem i polni hormoni.

Kodovi za veterinarsku upotrebu (ATCvet kodovi) se mogu formirati stavljanjem slova Q ispred humanih ATC kodova: QG03... ATCvet kodovi bez odgovarajućeg humanog ATC koda su navedeni sa vodećim Q na sledećoj listi.
Nacionalna izdanja ATC klasifikacije mogu da obuhvataju dodatne kodove koji nisu prisutni na ovoj listi.

##G03A Hormonalni kontraceptiviza sistemisku upotrebu

### Progestogeniiestrogeni, fiksne kombinacije
Etinodiol i estrogen
 Hingestanol i estrogen
 Linestrenol i estrogen
 Megestrol i estrogen
 Noretisteron i estrogen
 Norgestrel i estrogen
 Levonorgestrel i estrogen
 Medroksiprogesteron i estrogen
 Dezogestrel i estrogen
 Gestoden i estrogen
 Norgestimat i estrogen
 Drospirenon i estrogen
 Norelgestromin i estrogen
 Nomegestrol i estrogen
 Hlormadinon i estrogen

### Progestogeni i estrogeni, sekvencioni preparati
Megestrol i estrogen
 Linestrenol i estrogen
 Levonorgestrel i estrogen
 Noretisteron i estrogen
 Desogestrel i estrogen
 Gestoden i estrogen
 Hlormadinon i estrogen
 Dienogest i estrogen

### Progestogeni
Noretisteron
 Linestrenol
 Levonorgestrel
 Hingestanol
 Megestrol
 Medroksiprogesteron
 Norgestrienon
 Etonogestrel
 Desogestrel

###G03AD Hitna kontraceptivna sredstva
Levonorgestrel
 Ulipristal

## Androgeni

###G03BA 3-oksoandrosten-(4) derivati
Fluokismesteron
 Metiltestosteron
 Testosteron

###G03BB 5-androstanon-(3) derivati
Mesterolon
 Androstanolon

## Estrogeni

###G03CA Prirodni i semisintetički estrogeni
Etinilestradiol
 Estradiol
 Estriol
 Hlorotrianisen
 Estron
 Promestrien
 Estradiol, kombinacije
 Konjugovani estrogeni

###G03CB Sintetički estrogeni
Dienestrol
 Dietilstilbestrol
 Metalenestril
 Moksestrol

### Estrogeni, kombinacije sa drugim lekovima
Dienestrol
 Metalenestril
 Estron
 Dietilstilbestrol
 Estriol

###G03CX Drugi estrogeni
Tibolon

## Progestogeni

###G03DA Pregnen-(4) derivati
Gestonoron
 Medroksiprogesteron
 Hidroksiprogesteron
 Progesteron
 Proligeston

###G03DB Pregnadienderivati
Didrogesteron
 Megestrol
 Medrogeston
 Nomegestrol
 Demegeston
 Hlormadinon
 Promegestone
 Dienogest

### Estrenderivati
Alilestrenol
 Noretisteron
 Linestrenol
 Etisteron
 Tibolon
 Etinodiol
 Metilestrenolon

###QG03DX Drugi progestogeni
Altrenogest
 Delmadinon

## Androgeni i ženski seks hormoni u kombinaciji

### Androgeni i estrogeni
Metiltestosteron i estrogen
 Testosteron i estrogen
 Prasteron i estrogen

### Androgeni i ženski seks hormoni u kombinaciji sa drugim lekovima
Metiltestosteron

## Progestogeni i estrogeni u kombinaciji

### Progestogeni i estrogeni, fiksne kombinacije
Noretisteron i estrogen
 Hidroksiprogesteron i estrogen
 Etisteron i estrogen
 Progesteron i estrogen
 Metilnortestosteron i estrogen
 Etinodiol i estrogen
 Linestrenol i estrogen
 Megestrol i estrogen
 Noretinodrel i estrogen
 Norgestrel i estrogen
 Levonorgestrel i estrogen
 Medroksiprogesteron i estrogen
 Norgestimat i estrogen
 Didrogesteron i estrogen
 Dienogest i estrogen
 Trimegeston i estrogen
 Drospirenon i estrogen

### Progestogeni i estrogeni, sekvencijalni preparati
Norgestrel i estrogen
 Linestrenol i estrogen
 Hlormadinon i estrogen
 Megestrol i estrogen
 Noretisteron i estrogen
 Medroksiprogesteron i estrogen
 Medrogeston i estrogen
 Didrogesteron i estrogen
 Levonorgestrel i estrogen
 Desogestrel i estrogen
 Trimegeston i estrogen

## Gonadotropinii drugi ovulacioni stimulansi

### Gonadotropini
Humani horionski gonadotropin
 Humani menopauzalni gonadotropin
 Serum gonadotropina
 Urofolitropin
 Folitropin alfa
 Folitropin beta
 Lutropin alfa
 Horiogonadotropin alfa
 Korifolitropin alfa
 Kombinacije
 Folikulostimulišući hormon-hipofizni
 Gonadotropini, kombinacije

###G03GB Ovulacionistimulansi, sintetički
Ciklofenil
 Klomifen
 Epimestrol

## Antiandrogeni

### Antiandrogeni
Ciproteron

### Antiandrogeni i estrogeni
Ciproteron i estrogen

##G03X Drugi seks hormoni i modulatori genitalnog sistema

###G03XA Antigonadotropinii slični agensi
Danazol
 Gestrinon
 Anti-
 Analozi gonadotropin-oslobađajućeg faktora, konjugovani

###G03XB Antiprogestogeni
Mifepriston
 Aglepriston

###G03XC Selektivni modulatori estrogenskog receptora
Raloksifen
 Bazedoksifen
 Lasofoksifen